# Rua do Salitre

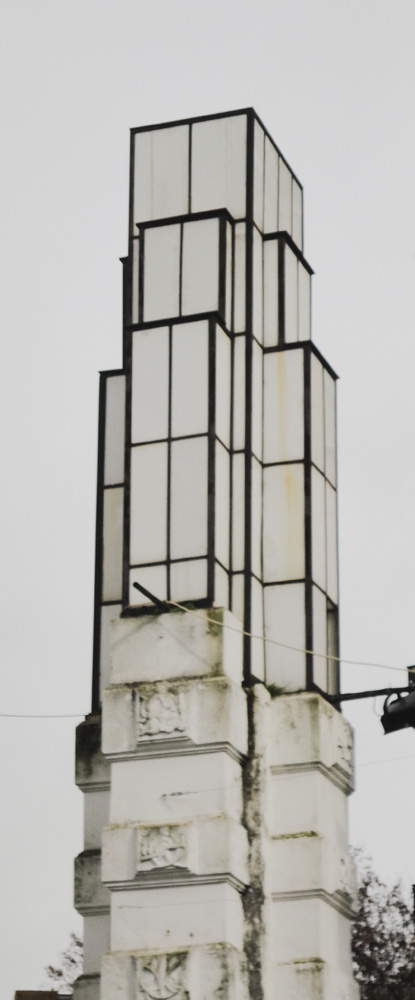
Candeeiro art deco na entrada do Parque Mayer: Arq. Cristino da Silva, 1899.

A Rua do Salitre é uma rua da freguesia de Santo António (anteriormente São Mamede e do Coração de Jesus), em Lisboa.
A Rua do Salitre é uma rua tradicional de Lisboa, ligando o Largo do Rato à Avenida da Liberdade, através de uma descida íngreme e apertada.
Inicialmente denominada Rua da Palmeira ou dos Cartuxos, porque na Horta da Palmeira estava instalado o Hospício do Monte Olivete, dos frades cartuxos de São Bruno, onde funcionou, de 1833 a 1885, a Escola Militar Veterinária. A partir de 1665 surge a denominação atual, com origem nas nitreiras (de onde se extraía o nitrato de potássio, também designado por salitre) existentes por volta do século XVI na horta dos frades cartuxos.
Originalmente a Rua do Salitre estendia-se até à Rua das Pretas, constituindo o limite norte do Passeio Público. Com a abertura da Avenida da Liberdade, foram demolidos vários prédios da rua e esta passou a terminar na zona onde mais tarde seria construído o Palácio Mayer, em 1899, com projeto do arquitecto Nicolau Bigaglia e que seria premiado com o Prémio Valmor de 1902.
O Palácio Mayer deu o nome ao Parque Mayer, nas traseiras da Rua do Salitre, um zona de diversão nocturna da cidade de Lisboa durante todo o século XX, com vários teatros de revista, restaurantes e outras casas de diversão. Toda esta zona baixa da Rua do Salitre era já, desde o século XVIII, uma zona boémia e de diversão, onde pontuavam o Teatro do Salitre e o tauródromo (ambos demolidos em 1879), bem como instalações de circo (que desapareceram em 1875), botequins e bilhares.
Para além do Palácio Mayer, existem ainda na rua alguns edifícios e palacetes de interesse, nomeadamente o belo palacete onde hoje se situa a sede da Fundação Oriente, no n.º 66, edifício de 1876, com um belo jardim e fachada com azulejos do século XVIII, bem como o palacete do século XVIII, em estilo pombalino decorado com belos azulejos do século XVIII,, dispondo de um jardim com espécies tropicais, nomeadamente um dragoeiro centenário. Mais recentemente, no Largo Jean Monnet, que abre directamente para a rua do Salitre, foi construído o moderno Edifício Jean Monnet, um Centro de Documentação da União Europeia. De destacar ainda a existência do conjunto de edifícios do nº169 ao nº187 que são representativos da Art Deco e do Modernismo Radical.
Em 2017, a Rua do Salitre lidera o top das artérias com a habitação mais cara à venda em Portugal com os proprietários de casas desta rua a pedirem, em média, €2,9 milhões a quem quiser adquirir um dos seus imóveis.